# ログ・ホライズン (アニメ)
『ログ・ホライズン』は、橙乃ままれによる同名のライトノベルを原作とした日本のアニメ作品。

## 略歴
2013年2月にテレビアニメ化が発表され、第1シリーズは2013年10月から2014年3月までNHK Eテレにて放送。『小説家になろう』原作小説としては初のアニメ作品となる。
第1シリーズ最終話にて第2シリーズのアニメ化が発表され、2014年10月から2015年3月まで放送された。
2020年1月に第3シリーズ『ログ・ホライズン 円卓崩壊』（ログ・ホライズン えんたくほうかい（英称：LOG HORIZON : Destruction of the Roundtable）のアニメ化が発表され、2021年1月から3月まで放送された。当初は2020年10月より放送予定だったが、新型コロナウイルスの感染拡大により制作スケジュールに大きな影響が生じたため、2021年1月開始に延期・変更となった。また、本放送前の同年1月6日には特別番組『まだ間に合う！ ログ・ホライズン』が放送された。出演は寺島拓篤（シロエ役）、加藤英美里（アカツキ役）、柏木由紀、ナレーションは大江戸よし々。

## 登場人物
- シロエ - 声：寺島拓篤[15]
- 直継 - 声：前野智昭[15]
- アカツキ - 声：加藤英美里[15]

## スタッフ
|                               | 第1シリーズ         | 第2シリーズ         | 第3シリーズ                                     |          |
| ----------------------------- | ------------------- | ------------------- | ----------------------------------------------- | -------- |
| 原作                          | 橙乃ままれ          | 橙乃ままれ          | 橙乃ままれ                                      |          |
| ストーリー監修                | 桝田省治            | 桝田省治            | 桝田省治                                        |          |
| キャラクター原案              | ハラカズヒロ        | ハラカズヒロ        | ハラカズヒロ                                    |          |
| 監督                          | 石平信司            | 石平信司            | 石平信司                                        |          |
| シリーズ構成                  | 根元歳三            | 根元歳三            | 根元歳三                                        |          |
| キャラクターデザイン          | いとうまりこ        | 熊谷哲矢            | 小坂知                                          |          |
| コンセプトデザイン            | 岩永悦宜、吉川美貴  | 秋庭映美            | N/A                                             |          |
| 美術監督                      | 野村裕樹            | 三宅昌和            | 三宅昌和                                        |          |
| 色彩設計                      | 村上智美            | 桂木今里            | 桂木今里                                        | 桂木今里 |
| 撮影監督                      | 山根裕二郎          | 近藤慎与            | 小勝智裕                                        |          |
| 編集                          | 定松剛              | 松原理恵            | 松原理恵                                        |          |
| CGスーパーバイザー            | 橋本トミサブロウ    | N/A                 | N/A                                             |          |
| 音楽                          | 高梨康治            | 高梨康治            | 高梨康治                                        |          |
| 音響監督                      | はたしょう二        | はたしょう二        | はたしょう二                                    |          |
| アニメーション コーディネート | 和田純一            | 渡部穏寛            | 渡部穏寛                                        |          |
| アニメーション プロデューサー | 金子文雄、宮本秀晃  | 和田薫              | 浦崎宣光                                        |          |
| プロデューサー                | 苗代憲一郎          | 苗代憲一郎          | 苗代憲一郎                                      |          |
| プロデューサー                | N/A                 | N/A                 | 劉俊文                                          |          |
| 制作統括                      | 柏木敦子、柴田裕司  | 柏木敦子、柴田裕司  | N/A                                             |          |
| アニメーション制作            | サテライト          | スタジオディーン    | スタジオディーン                                |          |
| 制作                          | NHKエンタープライズ | NHKエンタープライズ | N/A                                             |          |
| 制作・著作                    | NHK                 | NHK                 | アニメ 「ログ・ホライズン 円卓崩壊」 製作委員会 |          |

## 制作
監督の石平信司によれば第1期では「キャラクター同士の関係を構築していく様子」を描いていたが、第2期では登場キャラクターを絞って「友達とはなんだろう」といったテーマに変わっているとのこと。
劇伴担当の高梨康治は第1期の劇伴作りについて以下のように述べている。
シロエ役の寺島拓篤は、本作が考えることが重要な作品であることから、作中の登場人物たちよりもさらに深く考えながら原作を読んで収録に臨んでいる。直継役の前野智昭は発言力のあるキャラクターであることから一言一言の重みを大切にしながら演じることを意識している。

## 主題歌

### オープニングテーマ
「database feat. TAKUMA（10-FEET）」
第1・2シリーズで使用。歌はMAN WITH A MISSION、作詞はKamikaze BoyとJean-Ken JohnnyとTAKUMA、作曲はKamikaze Boy、編曲はMAN WITH A MISSION、Kohsuke Oshima。
オープニング映像は第2シリーズで刷新された。
「Different」
第3シリーズで使用。歌はBAND-MAID。作詞はMiku Kobato、作曲・編曲はBAND-MAID。

### エンディングテーマ
「Your song*」
第1シリーズで使用。作詞・歌はYun*chi、作曲はHayato Tanaka、編曲はFloor on the intelligence。
「Wonderful Wonder World*」
第2シリーズで使用。作詞はYun*chiと田中秀典、作曲・編曲は飛内将大、歌はYun*chi。
いずれも第2シリーズでは五十鈴の持ち歌として劇中で歌われている。
「ブルー・ホライズン」
第3シリーズで使用。作詞はyumaと大城美友、作曲はyuma、編曲はKASUMI, SOU by COZMIC CODE、歌は大城美友。

### 挿入歌
「バースデイ・ソング」
第2シリーズ第20話で使用。作詞は橙乃ままれ、作曲は高梨康治、歌は五十鈴（松井恵理子）。
原作に登場した歌詞に曲を付けたもの。サウンドトラック・アルバムには2種類収録されている。

## 評価
KotakuのRichard Eisenbeisは第1シリーズについて、序盤の救出劇はありきたりのファンタジー冒険物でしかないが、その後のエピソードには見る価値があると評価している。最も退屈な部分として、MMORPGの解説で物語が中断されることを挙げており、この解説はMMORPG経験者には基本的すぎるが、未経験者にはありがたいだろうと評価している。『ソードアート・オンライン』のようなファンタジーアクションはないが、社会学・経済学の考察をしたことがあるかMMOプレイヤーであれば、この作品の魅力にとりつかれるだろうとしている。
「dアニメストア」が実施した年間視聴ランキング「dアニメストアアワード2014」では5位を獲得した。

## 各話リスト
| 話数   | サブタイトル           | 脚本       | 絵コンテ   | 演出                | 作画監督                    | 総作画監督          | 初放送日       |
| ------ | ---------------------- | ---------- | ---------- | ------------------- | --------------------------- | ------------------- | -------------- |
| 第1話  | 大災害                 | 根元歳三   | 石平信司   | 和田純一            | 小山知洋、丸山修二          | いとうまりこ 川島尚 | 2013年 10月5日 |
| 第2話  | ロカの遭遇戦           | 根元歳三   | 石平信司   | 石山タカ明          | 飯塚正則                    | 小倉典子            | 10月12日       |
| 第3話  | パルムの深き場所       | 根元歳三   | 石平信司   | 齋藤徳明            | 竹森由加、小山知洋          | 川島尚              | 10月19日       |
| 第4話  | 脱出                   | 根元歳三   | 石平信司   | 布施木一喜          | 沼津雅人                    | 小倉典子            | 10月26日       |
| 第5話  | アキバへの帰還         | 入江信吾   | 石平信司   | 飛田剛              | 相澤茉莉、菊田史子          | 川島尚              | 11月2日        |
| 第6話  | 決意                   | 大西信介   | 石平信司   | 安藤貴史            | 小澤円、草刈大介            | 小倉典子            | 11月9日        |
| 第7話  | クレセントムーン       | 入江信吾   | 石平信司   | 石山タカ明 福島宏之 | 小山知洋                    | 小倉典子 川島尚     | 11月16日       |
| 第8話  | 腹ぐろ眼鏡             | 大西信介   | 石平信司   | 矢野孝典            | 藤原利恵                    | 小倉典子            | 11月23日       |
| 第9話  | 円卓会議               | 根元歳三   | 石平信司   | 秦義人              | しまだひであき              | 川島尚              | 11月30日       |
| 第10話 | その手につかみとれ     | 根元歳三   | 齋藤徳明   | 齋藤徳明            | 竹森由加、本多恵美          | 川島尚              | 12月7日        |
| 第11話 | イースタルからの招待状 | 根元歳三   | 石平信司   | 布施木一喜          | 沼津雅人                    | 小倉典子            | 12月14日       |
| 第12話 | ラグランダの杜         | 入江信吾   | 和田純一   | 和田純一            | 丸山修二、小山知洋          | 川島尚              | 12月21日       |
| 第13話 | 盾と自由               | 伊藤美智子 | 飛田剛     | 飛田剛              | 相澤茉莉、菊田史子          | 小倉典子            | 12月28日       |
| 第14話 | ワールド・フラクション | 根元歳三   | 石平信司   | 安藤貴史            | 小澤円、窪敏                | 小倉典子            | 2014年 1月4日  |
| 第15話 | 襲撃                   | 大西信介   | 福島宏之   | 川久保圭史          | 鎌田祐輔                    | 川島尚              | 1月11日        |
| 第16話 | ゴブリン王の帰還       | 入江信吾   | 石山タカ明 | 前島健一            | 鈴木伸一、清水恵蔵          | 小倉典子            | 1月18日        |
| 第17話 | 怠惰で臆病な姫君       | 大西信介   | 和田純一   | 矢野孝典            | 藤田正幸、藤原利恵          | 川島尚              | 1月25日        |
| 第18話 | 遠征軍                 | 伊藤美智子 | 石平信司   | 秦義人              | 福島豊明                    | 小倉典子            | 2月1日         |
| 第19話 | あの背中を追いかけて   | 根元歳三   | 和田純一   | 和田純一            | 丸山修二、小山知洋          | 川島尚              | 2月8日         |
| 第20話 | 契約                   | 根元歳三   | 齋藤徳明   | 齋藤徳明            | 竹森由加、小澤円            | 小倉典子            | 2月15日        |
| 第21話 | ふたりでワルツを       | 根元歳三   | 石平信司   | 布施木一喜          | 藤田正幸、沼津雅人          | 川島尚              | 2月22日        |
| 第22話 | つばめとひなむく       | 伊藤美智子 | 石平信司   | 飛田剛              | 菊田史子、相澤茉莉          | 小倉典子            | 3月1日         |
| 第23話 | 魔法使いの弟子         | 入江信吾   | 石平信司   | いわもとやすお      | 空流辺広子、武本大介        | 川島尚              | 3月8日         |
| 第24話 | 混乱                   | 大西信介   | 石平信司   | 前島健一            | 鈴木伸一、徐正徳            | 小倉典子            | 3月15日        |
| 第25話 | 天秤祭                 | 根元歳三   | 石平信司   | 和田純一            | 小澤円、ゆきちひろ 丸山修二 | いとうまりこ 川島尚 | 3月22日        |

| 話数   | サブタイトル             | 脚本       | 絵コンテ          | 演出             | 作画監督                            | 総作画監督            | 初放送日       |
| ------ | ------------------------ | ---------- | ----------------- | ---------------- | ----------------------------------- | --------------------- | -------------- |
| 第1話  | 北の国のシロエ           | 根元歳三   | 石平信司          | 渡部穏寛         | 青野厚司、伊藤智子                  | 平川亜喜雄            | 2014年 10月4日 |
| 第2話  | 無法者とミスリルアイズ   | 入江信吾   | 望月智充 石平信司 | 吉田俊司         | 原田幸枝、河南正昭                  | 実原登                | 10月11日       |
| 第3話  | 奈落の参道               | 根元歳三   | 石平信司          | まつもとよしひさ | 堀井伸雄、菊田史子                  | 平川亜喜雄            | 10月18日       |
| 第4話  | ひび割れた翼             | 伊藤美智子 | 渡部穏寛          | 津田義三         | 服部典知、内原茂 和田賢人           | 実原登                | 10月25日       |
| 第5話  | クリスマス・イブ         | 大西信介   | 石平信司          | 渡辺正彦         | 松下郁子、亀谷響子 赤澤恵理         | 平川亜喜雄            | 11月1日        |
| 第6話  | 夜明けの迷い子           | 大西信介   | 上田順平          | 渡部穏寛         | 青野厚司、堀井伸雄 佐藤このみ       | 実原登                | 11月8日        |
| 第7話  | 水楓の乙女たち           | 伊藤美智子 | ヤマサキオサム    | 池田智美         | 竹本佳子、星野玲香 岡戸智凱         | 平川亜喜雄            | 11月15日       |
| 第8話  | アキバレイド             | 入江信吾   | 石平信司          | 吉田俊司         | 門智昭、原田幸枝 手島典子           | 実原登                | 11月22日       |
| 第9話  | 変わりゆく戦場           | 根元歳三   | 石平信司          | まつもとよしひさ | 亀谷響子、藤田正幸 菊田史子         | 平川亜喜雄            | 11月29日       |
| 第10話 | ギルドマスター           | 根元歳三   | 齋藤徳明          | 齋藤徳明         | 松下郁子、佐藤このみ 堀井伸雄       | 実原登                | 12月6日        |
| 第11話 | リトライ                 | 根元歳三   | 石平信司          | 渡辺正彦         | 青野厚司、岡戸智凱 神谷美也子       | 平川亜喜雄            | 12月13日       |
| 第12話 | 供贄の黄金               | 根元歳三   | 斎藤哲人          | ボブ白旗         | ふくだのりゆき、岡戸智凱 佐藤このみ | 実原登                | 12月20日       |
| 第13話 | 2.14 甘いワナ            | 入江信吾   | 渡部穏寛          | 渡部穏寛         | 藤田正幸、本多みゆき 高橋沙妃       | 平川亜喜雄            | 12月27日       |
| 第14話 | カナミ、ゴー！イースト！ | 根元歳三   | 石平信司          | 吉田俊司         | 赤澤恵理、門智昭 岡戸智凱           | 実原登                | 2015年 1月10日 |
| 第15話 | 旅立ち                   | 大西信介   | 斎藤哲人          | まつもとよしひさ | 亀谷響子、堀井伸雄 岡戸智凱         | 平川亜喜雄            | 1月17日        |
| 第16話 | 真昼の吸血鬼             | 伊藤美智子 | 齋藤徳明 渡部穏寛 | 飛田剛           | 上野卓志、市川敬三 相澤茉莉         | 実原登                | 1月24日        |
| 第17話 | オデュッセイア騎士団     | 伊藤美智子 | 石平信司          | 渡辺正彦         | 宇佐美皓一、沈霏 岡戸智凱           | 平川亜喜雄            | 1月31日        |
| 第18話 | ライブがはねたら         | 入江信吾   | 福田道生          | 吉田俊司         | 青野厚司、コン ヨンサン 岡戸智凱    | 実原登                | 2月7日         |
| 第19話 | 赤き夜                   | 根元歳三   | 石平信司          | まつもとよしひさ | 青野厚司、門智昭 藤田正幸           | 平川亜喜雄            | 2月14日        |
| 第20話 | バースデイ・ソング       | 大西信介   | 渡部穏寛          | 渡部穏寛         | 赤澤恵理、中山由美 亀谷響子         | 実原登 ふくだのりゆき | 2月21日        |
| 第21話 | ひばりたちの羽ばたき     | 大西信介   | 斎藤哲人          | 渡辺正彦         | 手島典子、堀井伸雄 權容祥           | 平川亜喜雄            | 2月28日        |
| 第22話 | 異邦人                   | 根元歳三   | 石平信司          | 飛田剛           | 松井誠、服部憲知 青木真理子         | 実原登                | 3月7日         |
| 第23話 | アイザックとイセルス     | 伊藤美智子 | 渡部穏寛          | 吉田俊司         | 竹本佳子、沈罪                      | 平川亜喜雄            | 3月14日        |
| 第24話 | 常蛾の眠り               | 根元歳三   | 渡部穏寛 石平信司 | 渡部穏寛         | 青野厚司、藤田正幸                  | 実原登                | 3月21日        |
| 第25話 | 開拓者たち               | 根元歳三   | 石平信司          | 渡部穏寛         | 亀谷響子、赤澤恵理 宇佐美皓一       | 平川亜喜雄            | 3月28日        |

| 話数   | サブタイトル     | 脚本     | 絵コンテ | 演出     | 作画監督                                                     | 総作画監督        | 初放送日       |
| ------ | ---------------- | -------- | -------- | -------- | ------------------------------------------------------------ | ----------------- | -------------- |
| 第1話  | レイネシアの結婚 | 根元歳三 | 石平信司 | 渡部穏寛 | 青野厚司、松原一之                                           | 青野厚司 森本浩文 | 2021年 1月13日 |
| 第2話  | アキバ公爵       | 根元歳三 | 渡部穏寛 | 是本昌   | 重松しんいち、原田幸枝 小田真弓                              | 工藤裕加          | 1月20日        |
| 第3話  | ひびわれる円卓   | 大西信介 | 鈴木勇士 | 鈴木勇士 | 山下菜摘、森悦史 清水勝裕                                    | 青野厚司 森本浩文 | 1月27日        |
| 第4話  | アキバ総選挙     | 入江信吾 | 渡部穏寛 | 石田暢   | 飯飼一幸、日下岳史 清水勝裕、松原一之                        | 森本浩文          | 2月3日         |
| 第5話  | それぞれの祝福   | 大西信介 | 石平信司 | 吉田俊司 | 小林一三                                                     | 中村深雪 森本浩文 | 2月10日        |
| 第6話  | 桃源郷の仙君     | 根元歳三 | 渡部穏寛 | 久慈悟郎 | 重松しんいち、小田真弓 森悦史、森本浩文                      | 工藤裕加 青野厚司 | 2月17日        |
| 第7話  | 呪いではなく     | 根元歳三 | 石平信司 | 渡部穏寛 | 飯飼一幸、日下岳史 松原一之、中島美子                        | 森本浩文          | 2月24日        |
| 第8話  | 最古の古来種     | 入江信吾 | 渡部穏寛 | 安東大瑛 | 山下菜摘、髙野菜央 高橋渚                                    | 中村深雪          | 3月3日         |
| 第9話  | あこがれ         | 入江信吾 | 渡部穏寛 | 鈴木勇士 | 小島絵美、清水勝裕 澤村亨                                    | 亀谷響子          | 3月10日        |
| 第10話 | アキバの迷宮     | 大西信介 | 渡部穏寛 | 村田尚樹 | 吉田翔太、小島絵美 重松しんいち、五十子忍 森悦史             | 森本浩文          | 3月17日        |
| 第11話 | 失望の典災       | 根元歳三 | 石平信司 | 渡部穏寛 | 下地彩加、重松しんいち 小田真弓、森悦史 日下岳史、川添亜希子 | 工藤裕加 森本浩文 | 3月24日        |
| 第12話 | 夜啼鳥の唄       | 根元歳三 | 石平信司 | 渡部穏寛 | 松原一之、ウクレレ善似郎 澤村亨                              | 森本浩文 亀谷響子 | 3月31日        |

## 放送局
| 放送期間 | 放送時間           | シリーズ    |
| --- | ------------------ | ----------- |
| 2013年10月5日 - 2014年3月22日                                                                                  | 土曜 17:30 - 17:55 | 第1シリーズ |
| 2014年10月4日 - 2015年3月28日                                                                                  |                    | 第2シリーズ |
| 2021年1月13日 - 2021年3月31日                                                                                  | 水曜 19:25 - 19:50 | 第3シリーズ |
| 字幕放送・連動データ放送を実施。 第1シリーズは2014年4月から同年9月まで、本放送と同一時間帯で再放送が行われた。 |                    |             |

## 関連商品

### BD / DVD
| 巻 | 発売日        | 収録話          | 規格品番  | 規格品番  |
| 巻 | 発売日        | 収録話          | BD        | DVD       |
| -- | ------------- | --------------- | --------- | --------- |
| 1  | 2014年1月29日 | 第1話 - 第4話   | ZMXZ-9071 | ZMBZ-9081 |
| 2  | 2014年2月26日 | 第5話 - 第7話   | ZMXZ-9072 | ZMBZ-9082 |
| 3  | 2014年3月26日 | 第8話 - 第10話  | ZMXZ-9073 | ZMBZ-9083 |
| 4  | 2014年4月25日 | 第11話 - 第13話 | ZMXZ-9074 | ZMBZ-9084 |
| 5  | 2014年5月28日 | 第14話 - 第16話 | ZMXZ-9075 | ZMBZ-9085 |
| 6  | 2014年6月25日 | 第17話 - 第19話 | ZMXZ-9076 | ZMBZ-9086 |
| 7  | 2014年7月30日 | 第20話 - 第22話 | ZMXZ-9077 | ZMBZ-9087 |
| 8  | 2014年8月27日 | 第23話 - 第25話 | ZMXZ-9078 | ZMBZ-9088 |

| 巻 | 発売日        | 収録話          | 規格品番  | 規格品番  |
| 巻 | 発売日        | 収録話          | BD        | DVD       |
| -- | ------------- | --------------- | --------- | --------- |
| 1  | 2015年1月28日 | 第1話 - 第4話   | ZMXZ-9781 | ZMBZ-9791 |
| 2  | 2015年2月25日 | 第5話 - 第7話   | ZMXZ-9782 | ZMBZ-9792 |
| 3  | 2015年3月25日 | 第8話 - 第10話  | ZMXZ-9783 | ZMBZ-9793 |
| 4  | 2015年4月24日 | 第11話 - 第13話 | ZMXZ-9784 | ZMBZ-9794 |
| 5  | 2015年5月27日 | 第14話 - 第16話 | ZMXZ-9785 | ZMBZ-9795 |
| 6  | 2015年6月24日 | 第17話 - 第19話 | ZMXZ-9786 | ZMBZ-9796 |
| 7  | 2015年7月24日 | 第20話 - 第22話 | ZMXZ-9787 | ZMBZ-9797 |
| 8  | 2015年8月26日 | 第23話 - 第25話 | ZMXZ-9788 | ZMBZ-9798 |

| 巻 | 発売日        | 収録話         | 規格品番   | 規格品番   |
| 巻 | 発売日        | 収録話         | BD         | DVD        |
| -- | ------------- | -------------- | ---------- | ---------- |
|    | 2021年6月11日 | 第1話 - 第12話 | ZMAZ-14731 | ZMSZ-14741 |

### 書籍
- ホビー書籍編集部 『ログ・ホライズン完全設定資料集』 KADOKAWA、2014年5月2日初版発行（4月21日発売[28]）、ISBN 978-4-04-729489-9
- ホビー書籍編集部 『ログ・ホライズン完全設定資料集 2015』 KADOKAWA、2015年4月30日発売[29]、ISBN 978-4-04-730426-0

## Webラジオ
『ログ・ホライズン』ラジオ 〜エルダー・テイル通信〜
2014年4月12日から9月27日までファミ通.comにて配信されたWEBラジオ番組。第2、第4土曜日更新。第2土曜日担当のパーソナリティは、山下大輝（トウヤ 役）、田村奈央（ミノリ 役）。第4土曜日担当のパーソナリティは、松井恵理子（五十鈴 役）、久野美咲（セララ 役）。また、TRPGリプレイ集『ごちそうキッチンと病の典災』には当ラジオの出張版が付随された。第1回・第2回・第11回・第12回・出張版はパーソナリティ4人全員で放送を行った。
- ゲスト
  - 第3回・第4回 - 石平信司（監督）
  - 第5回 - 前野智昭（直継 役）
  - 第6回 - 中田譲治（にゃん太 役）
  - 第7回 - 加藤英美里（アカツキ 役）
  - 第8回 - 高梨康治（音楽）
  - 第9回 - 原由実（マリエール 役）
  - 第10回 - 高垣彩陽（ヘンリエッタ 役）
  - 第11回 - 寺島拓篤（シロエ 役）
  - 第12回 - 寺島拓篤、石平信司
  - 出張版 - 柿原徹也（ルンデルハウス=コード 役）